# Golden Apple Award
Golden Apple Award – amerykańska nagroda przyznawana artystom przez stowarzyszenie Hollywood Women’s Press Club w latach 1941–2001, zazwyczaj za zachowanie (największą chęć do współpracy), a nie za występ. Artystów, którzy wykazywali najmniejszą wolę współpracy honorowano antynagrodą Golden Apple Sour Award.

## Historia nagrody
Golden Apple Award zostały pierwotnie ustanowione, aby „podziękować” gwiazdom filmowym „najbardziej chętnym do współpracy”, w czasach, gdy Hollywood Women’s Press Club zrzeszało głównie korespondentki i reporterki. W 1967, gdy do stowarzyszenia dołączyło więcej agentów prasowych, którzy mogli faworyzować swoich klientów, kryteria zmieniono, aby uhonorować „Gwiazdę roku” i „Nową gwiazdę roku”. Pierwsza z nich honorowała wkład w przemysł filmowy, a druga doceniała nową osobowość za jej wpływ na publiczność w ciągu roku. Nominacji dokonywał komitet, a członkowie głosowali na laureatów, którzy otrzymywali biżuterię z motywem złotego jabłka. Od 1970 Hollywood Women’s Press Club przyznawało też The Louella O. Parsons Award za „prezentację najlepszego wizerunku Hollywood” – wśród laureatów byli m.in. Danny Thomas (1970), Gregory Peck (1971), Ross Hunter (1972), Rosalind Russell (1973), Jack Benny (1974), Bob Hope (1975), Shirley Temple (1976) i Jack L. Warner (1977).
Antynagroda Sour Apple Award też była przyznawana (nie corocznie) przez Hollywood Women’s Press Club aktorom, których w danym roku uznano za „najmniej chętnych do współpracy”. Od 1967 dostawali ją artyści, którzy „przedstawiali zły wizerunek Hollywood”. W 1978 ponownie dokonano zmiany i antynagrodę przyznawano osobom które „najbardziej wierzyły w swoją reklamę”.

## Lista laureatów

### Golden Apple Award
Opracowano na podstawie materiału źródłowego:

- 1941:
  - Bette Davis
  - Bob Hope
- 1942:
  - Rosalind Russell
  - Cary Grant
- 1943:
  - Ann Sheridan
  - Bob Hope
- 1944:
  - Betty Hutton
  - Alan Ladd
- 1945:
  - Joan Crawford
  - Gregory Peck
- 1946:
  - Joan Crawford
  - Dana Andrews
- 1947:
  - Joan Fontaine
  - Gregory Peck
- 1948:
  - Dorothy Lamour
  - Glenn Ford
- 1949:
  - June Haver
  - Kirk Douglas
- 1950:
  - Loretta Young
  - Alan Ladd
- 1951:
  - Anne Baxter
  - John Derek, William Holden
- 1952:
  - Janet Leigh
  - Tony Curtis
- 1953:
  - Dale Evans
  - Roy Rogers
- 1954:
  - Debbie Reynolds
  - Dean Martin, Jerry Lewis
- 1955:
  - Jane Russell
  - William Holden
- 1956:
  - Deborah Kerr
  - Charlton Heston
- 1957:
  - Kim Novak
  - Glenn Ford
- 1958:
  - Dinah Shore
  - Tony Curtis
- 1959:
  - Shirley MacLaine
  - David Niven
- 1960:
  - Janet Leigh, Nanette Fabray
  - Jack Lemmon
- 1961:
  - Barbara Stanwyck
- 1962:
  - Connie Stevens
  - Richard Chamberlain
- 1963:
  - Bette Davis
  - Dick Van Dyke
- 1964:
  - Donna Reed
  - Lorne Greene
- 1965:
  - Dorothy Malone
  - John Wayne
- 1966:
  - Phyllis Diller
  - Bill Cosby
- 1967:
  - Carol Channing
  - Sidney Poitier
- 1968:
  - Barbra Streisand
  - Fred Astaire
- 1969:
  - Mae West
  - Gregory Peck
- 1970
  - Carol Burnett
  - Robert S. Young, James Stewart
- 1971:
  - Mary Tyler Moore
  - Hal Holbrook
- 1972:
  - Liza Minnelli
  - Peter Falk
- 1973:
  - Lucille Ball
  - Robert Redford
- 1974:
  - Valerie Harper
  - Alan Alda
- 1975:
  - Katharine Hepburn
  - George Burns
- 1976:
  - Joanne Woodward
  - John Wayne
- 1977:
  - Jane Fonda
  - Frank Sinatra
- 1978:
  - Jacqueline Bisset
  - John Travolta
- 1979:
  - Jill Clayburgh
  - Alan Alda
- 1980:
  - Mary Tyler Moore
  - Richard Chamberlain
- 1981:
  - Katharine Hepburn
  - Henry Fonda
- 1982:
  - Joan Collins
  - Tom Selleck
- 1983:
  - Ann-Margret, Barbara Stanwyck
  - Tom Selleck
- 1984:
  - Sally Field
  -  John Forsythe
- 1985:
  - Elizabeth Taylor
  - Bill Cosby
  - Clint Eastwood
- 1986:
  - Bea Arthur, Estelle Getty, Rue McClanahan, Betty White
  - Paul Newman
- 1987:
  - Oprah Winfrey
  - James Garner, James Woods
- 1988:
  - Sigourney Weaver
  - Kevin Costner, Tom Hanks
- 1989:
  - Candice Bergen
  -  Billy Crystal
- 1995:
  - Sandra Bullock
  - Denzel Washington
- 1996:
  - Cybill Shepherd
  - Arnold Schwarzenegger
- 1997:
  - Jenny McCarthy
  - Sylvester Stallone
- 1998:
  - Anjelica Huston
  - John Travolta
- 2000:
  - Joan Allen
  - Russell Crowe
- 2001:
  - Drew Barrymore
  - Kevin Spacey

### Golden Apple Sour Award
Opracowano na podstawie materiału źródłowego:

- 1941:
  - Ginger Rogers
  - Fred Astaire
- 1942:
  - Jean Arthur
  - George Sanders
- 1943:
  - Joan Fontaine
  - Errol Flynn
- 1944:
  - Sonja Henie
  - Walter Pidgeon
- 1945:
  - Greer Garson
  - Fred MacMurray
- 1946:
  - Ingrid Bergman
  - Frank Sinatra
- 1947:
  - Jennifer Jones
  - Gary Cooper
- 1948:
  - Rita Hayworth
  - Errol Flynn
- 1949:
  - Hedy Lamarr
  - Humphrey Bogart
- 1950:
  - Olivia de Havilland
  - Robert Mitchum
- 1951:
  - Esther Williams
  - Frank Sinatra
- 1952:
  - Rita Hayworth
  - Mario Lanza
- 1953:
  - Esther Williams
  - Dale Robertson
- 1954: 
  - Doris Day
  - Edmund Purdom
- 1960:
  - Debbie Reynolds
  - Elvis Presley
- 1961:
  - Natalie Wood
  - Marlon Brando
- 1962:
  - Doris Day
  - Warren Beatty
- 1963:
  - Ann-Margret
  - James Franciscus
- 1964:
  - Doris Day
  - Tony Curtis
- 1965:
  - Ann-Margret
  - Vince Edwards
- 1966:
  - Natalie Wood
  - Elvis Presley
- 1970:
  - Jane Fonda
- 1973:
  - Norman Mailer
- 1974:
  - Frank Sinatra
- 1976:
  - twórcy filmów pornograficznych
- 1978:
  - David Soul
  - Paul Michael Glaser
- 1979:
  - Chuck Barris
- 1980:
  - Erik Estrada
- 1981:
  - Ryan O’Neal
- 1982:
  - Pia Zadora
- 1983:
  - Joan Rivers
- 1984:
  - Bo Derek
  - John Derek
- 1985:
  - Sylvester Stallone
- 1986:
  - Sean Penn
- 1987:
  - Bruce Willis
- 1988:
  - Morton Downey Jr.
- 1989:
  - Roseanne Barr
- 1991:
  - Kim Basinger
- 1995:
  - Joe Eszterhas
- 1996:
  - Howard Stern
  - Dennis Rodman
- 1997:
  - Monty Hall
  - Pamela Anderson
- 1998:
  - Tommy Lee
- 2000:
  - Laura Schlessinger
- 2001
  - Jerry Springer